# Corine (Literaturpreis)
Die Corine – Internationaler Buchpreis, wie dieser Literaturpreis offiziell hieß, wurde auf Initiative des Landesverbands Bayern im Börsenverein des Deutschen Buchhandels und unter der Schirmherrschaft des bayerischen Ministerpräsidenten von 2001 bis 2011 verliehen. Mit der Corine wurden deutsche und internationale „Autoren für herausragende schriftstellerische Leistungen und deren Anerkennung beim Publikum“ (lt. Selbstdarstellung) ausgezeichnet. Nach elf Jahren wurde die Verleihung des Preises im Jahr 2011 eingestellt. 2014 wurde der Preis neu konzipiert und in Bayerischer Buchpreis umbenannt.

## Kriterien/Sponsoren und Partner
Kriterien für die Vergabe sollten vor allem „aktuelle thematische Relevanz, inhaltliche Qualität und Verkaufserfolg beim Publikum“ sein. Die Entscheidungen traf eine unabhängige Jury, außer beim Weltbild-Leserpreis, der bis 2008 durch eine Publikumsabstimmung via Internet zustande kam. Hauptpartner der Veranstaltung waren Focus, Die Zeit, die Porzellanmanufaktur Nymphenburg, die Waldemar-Bonsels-Stiftung, die Claudio Medien GmbH, die Bayerische Staatskanzlei und der Landesverband Bayern im Börsenverein des Deutschen Buchhandels. Der undotierte Preis war nach Meinung der Literaturkritikerin Sigrid Löffler „ein Münchener Medienrummel, [der] … aber eigentlich mit der Dignität eines wirklichen Literaturpreises gar nichts zu tun“ habe.

## Trophäe
Die Porzellantrophäe Corine wurde um 1760 von Franz Anton Bustelli geschaffen und ist eine der 16 Figuren der Commedia-dell’arte-Gruppe.

## Preisträger
- 2001
  - Belletristik: Zeruya Shalev für Mann und Frau
  - Belletristik: Henning Mankell für Mittsommermord
  - Sachbuch: Pascale N. Bercovitch für Das Lächeln des Delphins
  - Sachbuch: Simon Singh für Geheime Botschaften
  - Illustriertes Sachbuch: The Beatles für The Beatles Anthology
  - Kinder- und Jugendbuch: Joanne K. Rowling für Harry Potter und der Feuerkelch
  - Ehrenpreis des Bayerischen Ministerpräsidenten: Wolf Jobst Siedler für Ein Leben wird besichtigt
  - Rolf Heyne Buchpreis: Manil Suri für Vishnus Tod
  - Weltbild Leserpreis: Rosamunde Pilcher für Wintersonne

- 2002
  - Belletristik: Paulo Coelho für Der Alchimist
  - Sachbuch: Waris Dirie für Nomadentochter
  - Illustriertes Sachbuch: Jacques Perrin für Nomaden der Lüfte – Das Geheimnis der Zugvögel
  - Kinder- und Jugendbuch: Astrid Lindgren postum für ihr Lebenswerk
  - HypoVereinsbank Wirtschaftsbuch: Meinhard Miegel für Die deformierte Gesellschaft. Wie die Deutschen  ihre Wirklichkeit verdrängen
  - Rolf Heyne Buchpreis für ein Debüt: Sven Regener für Herr Lehmann
  - Ehrenpreis des Bayerischen Ministerpräsidenten: Siegfried Lenz für sein Lebenswerk
  - Weltbild Leserpreis: Barbara Wood für Himmelsfeuer

- 2003
  - Belletristik: Donna Leon, Die dunkle Stunde der Serenissima
  - Sachbuch: Inge und Walter Jens, Frau Thomas Mann
  - Illust. Sachbuch: Nina Hagen / Marcel Feige, That's Why The Lady Is A Punk
  - Kinder- und Jugendbuch: Cornelia Funke, Herr der Diebe
  - HypoVereinsbank Wirtschaftsbuch: Hans-Olaf Henkel, Die Ethik des Erfolgs
  - Rolf Heyne Buchpreis: Jonathan Safran Foer, Alles ist erleuchtet
  - Ehrenpreis des Bayerischen Ministerpräsidenten: Nadine Gordimer für ihr Lebenswerk
  - Weltbild Leserpreis: Ken Follett, Die Leopardin

- 2004
  - Belletristik: Frank Schätzing, Der Schwarm
  - Sachbuch: Frank Schirrmacher, Das Methusalem-Komplott
  - Kinder- und Jugendbuch: Ulrich Janßen, Ulla Steuernagel, Die Kinder-Uni
  - Rolf Heyne Debütpreis: Louise Welsh, Dunkelkammer
  - Wirtschaftsbuch: Hans-Werner Sinn, Ist Deutschland noch zu retten?
  - Hörbuch: Schönherz & Fleer, Rilke Projekt, 1 bis 3
  - Ehrenpreis des Bayerischen Ministerpräsidenten: Imre Kertész für sein Lebenswerk
  - Weltbild Leserpreis: Patricia Shaw, Wind des Südens
  - Futurepreis: Tad Williams, Otherland

- 2005
  - Belletristik: Per Olov Enquist, Das Buch von Blanche und Marie
  - Sachbuch: Claus Kleber, Amerikas Kreuzzüge
  - Kinder- und Jugendbuch: Kai Meyer, Frostfeuer
  - Rolf Heyne Debütpreis: Eva Menasse, Vienna
  - Wirtschaftsbuch: Jeremy Rifkin, Der europäische Traum
  - Ehrenpreis des Bayerischen Ministerpräsidenten: Walter Kempowski für sein Lebenswerk
  - Weltbild Leserpreis: Cecelia Ahern, Für immer vielleicht
  - Hörbuch: Helma Sanders-Brahms, Tausendundeine Nacht
  - Futurepreis: Kurt G. Blüchel, Bionik

- 2006
  - Belletristik: Kazuo Ishiguro, Alles, was wir geben mussten
  - Sachbuch: Neclà Kelek, Die verlorenen Söhne. Plädoyer für die Befreiung des türkisch-muslimischen Mannes
  - Kinder- und Jugendbuch: Jonathan Stroud, Bartimäus. Die Pforte des Magiers
  - Rolf Heyne Debütpreis: Bertina Henrichs, Die Schachspielerin
  - Wirtschaftsbuch: Kurt Biedenkopf, Die Ausbeutung der Enkel
  - Ehrenpreis des Bayerischen Ministerpräsidenten: Amos Oz für sein Lebenswerk
  - Weltbild Leserpreis: Diana Gabaldon, Ein Hauch von Schnee und Asche
  - Hörbuch: Klaus Maria Brandauer und Birgit Minichmayr, Brandauer liest Mozart
  - Futurepreis: Tim Flannery, Wir Wettermacher

- 2007
  - Belletristik: Wilhelm Genazino, Mittelmäßiges Heimweh
  - Sachbuch: Anne Siemens, Für die RAF war er das System, für mich der Vater – die andere Geschichte des deutschen Terrorismus
  - Kinder- und Jugendbuch: Sergej Lukianenko, Das Schlangenschwert
  - Rolf Heyne Debütpreis: Harald Martenstein, Heimweg
  - Wirtschaftsbuch: Érik Orsenna, Weiße Plantagen – eine Reise durch unsere globalisierte Welt
  - Ehrenpreis des Bayerischen Ministerpräsidenten: Peter Härtling für sein Lebenswerk
  - Weltbild Leserpreis: Andrea Maria Schenkel (Autorin) und Monica Bleibtreu (Sprecherin) für Buch und Hörbuch Tannöd
  - Hörbuch: Hape Kerkeling, Ein Mann, ein Fjord

- 2008
  - Belletristik: Feridun Zaimoglu, Liebesbrand
  - Sachbuch: Manfred Lütz, Gott. Eine kleine Geschichte des Größten
  - Kinder- und Jugendbuch: Andreas Steinhöfel, Rico, Oskar und die Tieferschatten
  - Bilderwelten: Nadine Barth (Hrsg.), Verschwindende Landschaften
  - Wirtschaftsbuch: Paul Collier, Die unterste Milliarde. Warum die ärmsten Länder scheitern und was man dagegen tun kann
  - Ehrenpreis des Bayerischen Ministerpräsidenten: Martin Walser für sein Lebenswerk
  - Zukunftspreis: Muhammad Yunus, Die Armut besiegen
  - Weltbild Leserpreis: Volker Klüpfel, Michael Kobr, Laienspiel. Kluftingers neuer Fall
  - Hörbuch: Henning Mankell, Der Chinese (gelesen von Axel Milberg)

- 2009
  - Belletristik: Mohammed Hanif, Eine Kiste explodierender Mangos
  - Sachbuch: Richard von Weizsäcker, Der Weg zur Einheit
  - Kinder- und Jugendbuch: Mirjam Pressler, Nathan und seine Kinder
  - Bilderwelten: Alex MacLean, Over. Der American Way of Life oder Das Ende der Landschaft
  - Wirtschaftsbuch: Reinhard Marx, Das Kapital. Ein Plädoyer für den Menschen
  - Zukunftspreis: Nicholas Stern, Der Global Deal
  - Hörbuch: Fred Vargas, Der verbotene Ort (gelesen von Barbara Nüsse)
  - Ehrenpreis des Bayerischen Ministerpräsidenten: Rüdiger Safranski für sein Lebenswerk

- 2010
  - Belletristik: Hans Joachim Schädlich, Kokoschkins Reise
  - Publikumspreis: Carla Federico, Im Land der Feuerblume
  - Kinder- und Jugendbuch: John Green, Margos Spuren
  - Bilderwelten: Herlinde Koelbl, Mein Blick
  - Wirtschaftsbuch: Wolfgang Kersting, Verteidigung des Liberalismus
  - Zukunftspreis: William Kamkwamba, Bryan Mealer, Der Junge, der den Wind einfing. Eine afrikanische Heldengeschichte
  - Hörbuch: Jo Nesbø, Leopard (gelesen von Burghart Klaußner)
  - Ehrenpreis des Bayerischen Ministerpräsidenten: Herbert Rosendorfer für sein Lebenswerk

- 2011
  - Belletristik: John Burnside, Lügen über meinen Vater
  - Publikumspreis: Juliane Koepcke, Als ich vom Himmel fiel
  - Kinder- und Jugendbuch: Kate de Goldi, abends um 10
  - Bilderwelten: Elke Heidenreich, Tom Krausz, Dylan Thomas – Waliser. Dichter. Trinker
  - Wirtschaftsbuch: Peter D. Schiff, Andrew J. Schiff, Wie eine Volkswirtschaft wächst ... und warum sie abstürzt
  - Zukunftspreis: António Damásio, Selbst ist der Mensch – Körper, Geist und die Entstehung des menschlichen Bewußtseins
  - Hörbuch: Axel Hacke, Ursula Mauder, Das Beste aus meinem Liebesleben. Geschichten und Songs über die Liebe in guten und schlechten Tagen
  - Ehrenpreis des Bayerischen Ministerpräsidenten: Christine Nöstlinger für ihr Lebenswerk